# Magdi Yacoub
Pour les articles homonymes, voir Yacoub.
Magdi Habib Yacoub (en arabe : مجدي يعقوب), né le 16 novembre 1935 à Bilbéis (Égypte), est un chirurgien cardiothoracique britanno-égyptien, pionnier et spécialiste des transplantations cardiaques et pulmonaires au Royaume-Uni.

## Biographie
Fils de chirurgien, il étudie à l'université du Caire et devient médecin en 1957. Il déménage à Londres en 1962, puis enseigne à l'université de Chicago. En 1973, il devient chirurgien cardiothoracique à l'hôpital de Harefield, à Londres. L'année suivante, avec le Dr Fabian Udekwu, il effectue la première opération à cœur ouvert au Nigeria.
Sous la direction de Magdi Yacoub, l'hôpital de Harefield démarre un programme de transplantation en 1980, mettant fin à un moratoire d'une douzaine d'années faisant suite aux premiers essais de Donald Ross en 1968. En une décennie, Yacoub et son équipe réalisent un millier d'opérations et l'établissement devient le leader britannique de cette discipline. En 1983, le Dr Yacoub réussit la première transplantation cœur-poumon au Royaume-Uni. En 1986, il est nommé professeur à l'Institut national du cœur et du poumon, à l'Imperial College School of Medicine (Londres). En 1988, il réalise un triple pontage coronarien sur le premier ministre grec Andreas Papandreou, ce qui lui sauve la vie,.
Il cesse de réaliser lui-même des opérations chirurgicales en 2001 et devient consultant en transplantation cardiaque. 